# ダサ＝ズメ
ダサ＝ズメ（フランス語: Dassa-Zoumé）はベナン中部のコリネス県の都市・コミューン。また2016年より同県の県都である。コミューンとしての面積は1,711km2、2013年の人口は約11.2万人。

## 交通

### 鉄道
コトヌー－ダサ＝ズメ－パラクー

### 道路
国道2号線：コトヌー－ダサ＝ズメ－パラクー－マランヴィル－ニジェール

## 宗教
聖母マリアの大聖堂があり、ベナン国中から巡礼者が訪れる。

## 著名人
- ゾマホン・ルフィン (Zomahoun Idossou Rufin)（1964年～）
  - 駐日ベナン共和国特命全権大使
  - タレント